# آرماندو بو (بازیگر)
آرماندو بو (اسپانیایی: Armando Bó‎؛ ۳ مه ۱۹۱۴ – ۸ اکتبر ۱۹۸۱) بازیگر، فیلم‌نامه‌نویس، کارگردان، تهیه‌کننده فیلم و آهنگساز اهل آرژانتین بود. وی بین سال‌های ۱۹۳۹ تا ۱۹۷۹ میلادی فعالیت می‌کرد. جان واترز از طرفداران او بود و مدعی بود که در آثارش از آرماندو بو الهام گرفته است.
از فیلم‌هایی که در آن‌ها نقش داشته است، می‌توان به شیرزن، گوشت، روابط نزدیک یک فاحشه، سیری‌ناپذیر، هوس، نفرین‌شده، تندر میان برگ‌ها، فقر مقدس من و قصه یک جوان فقیر اشاره نمود.